# رينيه سوتر
رينيه سوتر هو لاعب كرة قدم سويسري في مركز الوسط، ولد في 5 يناير 1966 في برن في سويسرا. شارك مع منتخب سويسرا لكرة القدم. أما مع النوادي، فقد لعب مع نادي آراو ونادي ويل ونادي يانغ بويز.

## وصلات خارجية
- رينيه سوتر على موقع قاعدة بيانات كرة القدم.إي يو (الإنجليزية)
- رينيه سوتر على موقع ناشيونال فوتبول تيمز (الإنجليزية)
- رينيه سوتر على موقع عالم كرة القدم.نت (الإنجليزية)